# Tadsawat Sriwilot
Tadsawat Sriwilot (thailändisch ทัศวรรษ ศรีวิหลอด, * 1. Februar 2000) ist ein thailändischer Fußballspieler.

## Karriere
Tadsawat Sriwilot erlernte das Fußballspielen in der Schulmannschaft des College of Asian Scholars sowie in den Jugendmannschaften vom Kranuan FC und Khon Kaen FC. Beim Khon Kaen FC unterschrieb er auch seinen ersten Vertrag. Der Verein aus Khon Kaen spielte in der zweiten thailändischen Liga, der Thai League 2. Sein Profidebüt gab er am 21. Februar 2021 im Auswärtsspiel beim Nakhon Pathom United FC. Hier wurde er in der 81. Minute für Anupan Kerdsompong eingewechselt. Am Ende der Saison 2021/22 musste er mit Khon Kaen als Tabellenvorletzter in die dritte Liga absteigen.